# Боди (Калифорнија)
Боди (енгл. Bodie) град је духова који се налази источно од Сијера Неваде у САД. Налази се око 75 mi (121 km) југоисточно од језера Тахо. Налази се на надморској висини од 2554 метра.

## Историја
Боди је постао рударски логор када је 1859. од стране истраживача тамо пронађено злато. Назив града потиче од речи тело. Будући да је у граду било пуно злата све је више људи долазило како би тамо тражило злато. Током година злата је нестајало па се тако и смањивао број становника. Данас у граду живе само људи који се брину о граду, а нема их пуно.

## Град духова
У овом граду данас живе само људи који се брину о граду и они наводно тамо често виђају чудне ствари. У град данас долази много туриста и неки од њих узму нешто из града као сувенир. Сви они су то вратили и послали поруку уз предмет. У порукама најчешће пише како се они извињавају зато што су то узели и да их прати несрећа откад имају тај предмет. Више се не дозвољава да се из града ишта износи јер чувари града не желе да буду одговорни за туђу несрећу. Из једног рудника из којег се пре извлачило злато, многи данас чују гласове. Многи мисле да те гласове стварају људи који су тамо сахрањени.